# Fissistigma bicolor
Fissistigma bicolor är en kirimojaväxtart som först beskrevs av William Roxburgh, och fick sitt nu gällande namn av Elmer Drew Merrill. Fissistigma bicolor ingår i släktet Fissistigma och familjen kirimojaväxter. Inga underarter finns listade i Catalogue of Life.